# Фергюсон, Ребекка (актриса)
Ребе́кка Луи́за Фе́ргюсон Су́ндстрём (швед. Rebecca Louisa Ferguson Sundström; род. 19 октября 1983, Стокгольм, Швеция) — шведская актриса.

## Биография
Ребекка Луиза Фергюсон Сундстрём родилась 19 октября 1983 года в Васастане, Стокгольм, Швеция. Её мать Розмари Фергюсон — англичанка, переехавшая в Швецию в возрасте 25 лет; отец — швед. У Ребекки трое братьев и сестёр. В 1999 году она окончила музыкальную школу Адольфа Фредрика.
С 13 лет Ребекка работает моделью в журналах, а также снимается в рекламе. После успеха её сериала и рождения сына Ребекка вместе с бойфрендом переехала в Симрисхамн на южном побережье Швеции. Там она запустила студию аргентинского танца и работала в нескольких короткометражных фильмах.
Фергюсон сыграла главную роль Анны Грипенхельм в сериале «Новые времена» и позже сыграла Крисси в шведско-американском сериале «Океанский проспект».
Шведский режиссёр Ричард Хоберт заметил её на городском рынке в 2011 году и предложил Ребекке главную роль в своём фильме «До Антиба в один конец». Затем Фергюсон снялась в фильме ужасов «Дух утопленника» и в фильме «Мы» с Густафом Скарсгардом.
В августе 2012 года было объявлено, что Ребекка прошла кастинг и была выбрана на роль Елизаветы Вудвилл в 10-серийной исторической драме канала Би-би-си «Белая королева», основанной на серии романов Филиппы Грегори «Война кузенов», рассказывающая историю женщин времён Войны роз. Роль в «Белой королеве» была положительно принята критиками, принесла Фергюсон известность и номинацию на премию «Золотой глобус».
В 2015 году Фергюсон исполнила роль агента MI6 Ильзы Фауст в пятой части серии фильмов «Миссия невыполнима» — «Миссия невыполнима: Племя изгоев». Повторила эту роль в следующих двух фильмах серии — «Миссия невыполнима: Последствия» (2018) и «Миссия невыполнима: Смертельная расплата» (2023).
В 2016 году вышел художественный фильм режиссёра Шамим Сарифа «Несмотря на падающий снег», за роль в котором Ребекка получила награду за лучшую женскую роль на пражском фестивале Prague Independent Film Festival. В том же году появилась в фильмах Тейта Тейлора «Девушка в поезде» и Стивена Фрирза «Примадонна».
В 2017 году Фергюсон исполнила главную женскую роль в фантастическом фильме Даниэля Эспиносы «Живое», снялась в триллере Томаса Альфредсона «Снеговик» вместе с Майклом Фассбендером, а также исполнила роль шведской оперной певицы Енни Линд в фильме «Величайший шоумен», вместе с Хью Джекманом и Мишель Уильямс.
В 2019 году Фергюсон сыграла несколько главных ролей в кино, включая главную роль в фильме «Доктор Сон», экранизации одноимённого романа Стивена Кинга, в британском фэнтезийном фильме режиссёра Джо Корниша «Рождённый стать королём» и американском научно-фантастическом фильме режиссёра Феликса Гэри Грея, который является спин-оффом к серии фильмов «Люди в чёрном» — «Люди в чёрном: Интернэшнл».
В 2021 году исполнила роль леди Джессики в экранизации «Дюны» Дени Вильнёва. А также воссоединилась с Хью Джекманом в киноленте «Воспоминания».
5 мая 2023 года состоялась премьера сериала «Укрытие», где Фергюсон выступила в роли исполнительного продюсера и сыграла главную роль Джульетты «Джулс» Николс.
В 2024 году вышла вторая часть «Дюны», где Ребекка вернулась к роли матери Пола Атрейдеса (Тимоти Шаламе). В марте 2024 стало известно, что Фергюсон снимется в фильме «Милосердие» режиссера Тимура Бекмамбетова. 
В июле 2024 года появилась информация, что Ребекка сыграет в полнометражном продолжении сериала «Острые козырьки».

## Личная жизнь
У Фергюсон есть двое детей — сын Исак (род. 2007) от бывшего бойфренда Людвига Халлберга (встречались в 2005—2015 годах) и дочь Сага (род. 2018) от мужа Рори (поженились в январе 2019 года).

## Фильмография
| Год       |     | Русское название                         | Оригинальное название                | Роль                   |
| --------- | --- | ---------------------------------------- | ------------------------------------ | ---------------------- |
| 1999—2001 | с   | Новые времена                            | Nya tider                            | Анна Грипенхильм       |
| 2002      | с   | Океанский проспект                       | Ocean Ave.                           | Крисси Эрикссон        |
| 2004      | ф   | Дух утопленника                          | Strandvaskaren                       | Аманда                 |
| 2008      | кор |                                          | Plus                                 | девушка                |
| 2008      | с   | Валландер                                | Wallander                            | Луиза Фридман          |
| 2009      | кор | Неотразимая                              | Irresistible                         | женщина                |
| 2009      | кор |                                          | Flyga, inte dala                     | девушка                |
| 2009      | кор |                                          | Lennart                              | девушка                |
| 2010      | кор |                                          | Arkiv                                | девушка                |
| 2011      | ф   | До Антиба в один конец                   | En enkel till Antibes                | Мария                  |
| 2013      | тф  | Ватикан                                  | The Vatican                          | Оливия Боргезе         |
| 2013      | с   | Инспектор и море                         | Der Kommissar und das Meer           | Жасмин Ларссон         |
| 2013      | ф   | Мы                                       | Vi                                   | Линда                  |
| 2013      | ф   |                                          | Cold Night                           | девушка                |
| 2013      | с   | Белая королева                           | The White Queen                      | Елизавета Вудвилл      |
| 2014      | ф   | Геракл                                   | Hercules                             | Ергения                |
| 2014      | ф   | Красный шатёр                            | The Red Tent                         | Дина                   |
| 2015      | ф   | Миссия невыполнима: Племя изгоев         | Mission: Impossible — Rogue Nation   | Ильза Фауст            |
| 2016      | ф   | Несмотря на падающий снег                | Despite the Falling Snow             | Катя / Лорен           |
| 2016      | ф   | Примадонна                               | Florence Foster Jenkins              | Кэтлин Уизерли Бэйфилд |
| 2016      | ф   | Девушка в поезде                         | The Girl on the Train                | Анна Уотсон            |
| 2017      | ф   | Снеговик                                 | The Snowman                          | Кэтрин Брэтт           |
| 2017      | ф   | Живое                                    | Life                                 | Миранда Норт           |
| 2017      | ф   | Величайший шоумен                        | The Greatest Showman                 | Енни Линд              |
| 2018      | ф   | Миссия невыполнима: Последствия          | Mission: Impossible – Fallout        | Ильза Фауст            |
| 2019      | ф   | Рождённый стать королём                  | The Kid Who Would Be King            | Моргана                |
| 2019      | ф   | Люди в чёрном: Интернэшнл                | Men in Black International           | Риза                   |
| 2020      | ф   | Доктор Сон                               | Doctor Sleep                         | Роуз                   |
| 2021      | ф   | Воспоминания                             | Reminiscence                         | Мэй                    |
| 2021      | ф   | Дюна                                     | Dune                                 | Леди Джессика          |
| 2023      | с   | Укрытие                                  | Silo                                 | Джульетта Николс       |
| 2023      | ф   | Миссия невыполнима: Смертельная расплата | Mission: Impossible – Dead Reckoning | Ильза Фауст            |
| 2024      | ф   | Дюна: Часть вторая                       | Dune: Part Two                       | Леди Джессика          |
| 2025      | ф   | Дом динамита                             | A House of Dynamite                  |                        |
| 2026      | ф   | Милосердие                               | Mercy                                |                        |
|           | ф   | Волшебное дерево                         | The Magic Faraway Tree               |                        |
|           | ф   | Острые козырьки                          | The Immortal Man                     |                        |

## Награды и номинации
| Год  | Премия                                     | Категория                                         | Работа                           | Результат |
| ---- | ------------------------------------------ | ------------------------------------------------- | -------------------------------- | --------- |
| 2011 | Международный кинофестиваль в Стокгольме   | Восходящая звезда                                 | До Антиба в один конец           | Номинация |
| 2014 | «Золотой глобус»                           | Лучшая женская роль в мини-сериале или телефильме | Белая королева                   | Номинация |
| 2015 | Международный кинофестиваль в Хэмптонс     | Breakthrough Performer                            | Миссия невыполнима: Племя изгоев | Победа    |
| 2015 | Golden Schmoes Awards                      | Best T&A of the Year                              | Миссия невыполнима: Племя изгоев | Номинация |
| 2016 | Critics’ Choice Movie Awards               | Лучшая актриса боевика                            | Миссия невыполнима: Племя изгоев | Номинация |
| 2016 | Империя                                    | Лучший женский дебют                              | Миссия невыполнима: Племя изгоев | Номинация |
| 2016 | Online Film & Television Association Award | Best Breakthrough Performance: Female             | Миссия невыполнима: Племя изгоев | Номинация |